# 盆栽子猫
盆栽子猫（ぼんさいこねこ、Bonsai Kitten）あるいは盆栽猫（ぼんさいねこ）とは、生きた猫が瓶詰めにされて売られているというインターネット上のデマである。デマの発端は2000年頃にマサチューセッツ工科大学の学生が大学のサーバーに「www.bonsaikitten.com」というウェブサイトを公開したことにある。このサイトでは瓶に隙間なく詰められた猫の写真や子猫を瓶に入れて飼育する方法が紹介され、盆栽子猫の販売をしていると称していた。その後、ネット上では動物虐待であるとの批判が出始め、「ニューヨークでは瓶に猫を詰めて売る日本人がいる」などという内容とともに抗議の署名運動を謳ったチェーンメールが出回るようになった。この事態を受けて2001年にはFBIが捜査に乗り出した。マサチューセッツ工科大学上のサイトはその後閉鎖され、Rotten.comに移転した。